# Roblido
San Xoán de Roblido és una parròquia i localitat del municipi gallec d'A Rúa, a la província d'Ourense.
Es troba a la muntanya, a uns 4 km de la capital municipal. Des de la zona d'A Fraga s'albira el riu Sil, que es troba al sud de la localitat. Abunden a la zona els boscos de castanyers.
Tenia l'any 2015 una població de 25 habitants, agrupats en una única entitat de població.